# Златната липа
Международният филмов фестивал за ново европейско кино „Златната липа“ е международен фестивал, който се провежда ежегодно в гр. Стара Загора. Основател и изпълнителен директор на Фестивала е Магдалена Ралчева.
Дните на фестивала (май-юни) съвпадат с цъфтежа на липите, заради които градът е известен с поетичното определение „град на липите“. Фестивалът се осъществява с подкрепата на Община Стара Загора. Провежда се в залата на Старозагорската опера и кинозалата на Регионална библиотека „Захарий Княжески“ в Стара Загора, с безплатен вход.
От конкурсната програма Фестивалът награждава най-добрите филм, режисьор, мъжка роля и женска роля, а от 2024 г. има и награда на публиката. Присъжда се и Специална награда за цялостен принос към българското кино, както и Специална награда на Съюза на българските филмови дейци. Носителите на специалната награда „Златна липа“ за цялостен принос в киното получават звезда със своето име (по подобие на Холивудската алея на славата) и по традиция засаждат липова фиданка в Алеята на липите и славата край западната фасада на държавната опера в Стара Загора.

## Издания

### 2013 година
Провежда се от 1 до 5 юни. Участват 30 филма от 14 европейски страни. Международното жури с председател проф. Вера Найденова присъжда следните награди:
- най-добър филм – „Запази си усмивката“, копродукция на Грузия, Франция и Люксембург, трагикомедия на режисьора Русудан Чкония;
- най-добър режисьор – Мари Кройцер за „Без баща", Австрия;
- за женска роля – Пирошка Мога, за ролята в „Аглая“, копродукция на Унгария, Полша и Румъния;
- за мъжка роля – Николай Лие Каас, за ролята в „Смешен човек", Дания.
- с приз за цялостен принос е удостоена актрисата Мария Статулова.

Специални почести от журито са дадени на филма „Пънкът не е мъртъв", Северна Македония.
В съпътствуващата програма са изложба на Йордан Радичков, представяне на книги на Иван Андонов и Григор Вачков, и дискусия на тема „Ново българско кино“.

### 2014 година
Провежда се от 31 май до 4 юни. В конкурсната програма участват 9 филма, а в извънконкурсната – 18 филма. Журито с председател Людмила Дякова присъжда следните награди:
- най-добър филм – „Керту“, романтична драма на естонския режисьор Илмар Рааг;
- най-добра актриса – Урсула Ратасеп, за ролята на Керту;
- най-добър актьор – Давид Огродник за филма „Искам да живея“ на полския режисьор Мачей Пепшица;
- най-добър режисьор – за „Аз съм ти“ на Петър Попзлатев;
- специалното отличие на Съюза на българските филмови дейци е присъдено на белгийския филм „Ям Дам“ с режисьор Вивиан Гофет.

Специален гост на фестивала е актьора Джанкарло Джанини, който е удостоен с приз за цялостно творчество.

## Победители във Фестивала
| Година | Издание | Най-добър филм           | Най-добър режисьор | Женска роля            | Мъжка роля       | Награда на публиката | Награда за цялостно творчество                                        | Награда на СБФД          |
| 2024   | ХІ      | „Гражданинът светец“     | Вивиан Гофе        | Ели Скорчева           | Янис Фриш        | „Уроците на Блага“   | Ели Скорчева                                                          | „Изгубена държава“       |
| 2023   | X       | „Сестри“                 | Линда Олте         | Ема Скриманте          | Иван Бърнев      |                      | Любен Чаталов                                                         | „Пролетно равноденствие“ |
| 2022   | IX      | „Три етажа“              | Андрей Паунов      | Ралица Стоянова        | Арон Молнар      | Георги Мамалев       | Йосиф Сърчаджиев (за ролите му в „Януари“ и „Жените наистина плачат“) |                          |
| 2021   | VIII    | „Връзки“                 | Ивайло Христов     | Лаура Бим              | Ларс Ейдингер    | Владимир Пенев       | „Хелене“                                                              |                          |
| 2019   | VII     | „Ага“                    | Милко Лазаров      | Халдора Гейрхардсдотир | Михаил Апросимов | Ян Енглерт           | „Залез“                                                               |                          |
| 2018   | VI      | „Божественият порядък“   | Донатас Улвидас    | Горица Попович         | Велислав Павлов  | Васил Банов          | „Корпорация“                                                          |                          |
| 2017   | V       | „Дневникът на машиниста“ | Нино Басилия       | Трине Дирхолм          | Стефан Денолюбов | Гинка Станчева       | „Комуната“                                                            |                          |
| 2016   | IV      | „Идеалистът“             | Ивайло Христов     | Агрипина Стеклова      | Мануел Рубай     | Татяна Лолова        | „1944“                                                                |                          |
| 2015   | III     | „Урок“                   | Вук Ршумович       | Маргита Гошева         | Денис Мурич      | Васил Михайлов       | „Сивас“                                                               |                          |
| 2014   | II      | „Керту“                  | Петър Попзлатев    | Урсула Ратасеп         | Давид Огродник   | Джанкарло Джанини    | „Ям Дам“                                                              |                          |
| 2013   | I       | „Запази си усмивката“    | Мари Кройцер       | Пирошка Мога           | Николай Лие Каас | Мария Статулова      |                                                                       |                          |